# Jambische pentameter
De jambische pentameter is een metrum voor poëzie die in traditionele Engelse literatuur wordt gebruikt. Deze term gaat over een tekst die gebruik maakt van versvoeten die zijn vormgegeven als jamben (kort - lang). Een pentameter heeft vijf versvoeten per regel. Dit ritme komt veel voor in Engelse poëzie. Het werd in de 14e eeuw door Geoffrey Chaucer naar Engeland gebracht. Hij baseerde het op Italiaanse en Franse modellen. Het wordt gebruikt in veel vormen van Engelse poëzie, zoals in blank vers, the heroic couplet en traditionele vormen van stanza. Ook werd dit metrum gebruikt door William Shakespeare in zijn vele sonnetten en voorstellingen, door John Milton in Paradise Lost en door William Wordsworth in The Prelude.

## Voorbeeld
Een jambische pentameter is een onbeklemtoonde lettergreep, gevolgd door een beklemtoonde lettergreep. Het ritme kan als volgt worden beschreven:
| da | DUM |

Een regel van de jambische pentameter is dat deze vijf jambische voet in hetzelfde vers moet hebben:
| da | DUM | da | DUM | da | DUM | da | DUM | da | DUM |

In het Engelse metrum wordt dit ritme meestal weergegeven met een 'x' voor de onbeklemtoonde lettergreep en met een '/' voor de beklemtoonde lettergreep. Volgens dit criterium wordt de jambische pentameter op de volgende manier weergegeven:
| x | / | x | / | x | / | x | / | x | / |

Regel 39 van de tweede scène van de eerste akte in De storm is een voorbeeld van een jambische pentameter
A time before we came unto this cell?
Het metrum van deze regel kan als volgt gemarkeerd worden:
| x | /    | x   | /    | x  | /    | x   | /  | x    | /     |
| A | time | be- | fore | we | came | un- | to | this | cell? |

De scheiding tussen de versvoeten wordt gemarkeerd met een |.
| x | /    |    | x  | /    |    | x  | /    |    | x  | /  |    | x    | /    |
| A | time | \| | be | fore | \| | we | came | \| | un | to | \| | this | cell |